# Havildar
Havildar era o militar encarregado de um forte durante a época do Império Maratha. No Exército Britânico da Índia, era o equivalente ao posto de sargento, logo acima de Naik, e ainda é usado nos atuais Exército da Índia e Exército do Paquistão. O equivalente na arma de cavalaria é Daffadar.